# Barra de São Miguel (Alagoas)
Barra de São Miguel è un comune del Brasile nello Stato dell'Alagoas, parte della mesoregione di Leste Alagoano e della microregione di Maceió.

## Elenco degli ex sindaci
- Antônio Simões de Araújo (1963-1966)
- José Torres Filho (1966-1970)
- Leonita Vieira Cavalcante (1970-1973)
- Carlito Lima (1974-1977)
- Marinete Lins Saldanha (1977-1982)
- Maria Angélica Cavalcante (1983-1988)
- Reginaldo Andrade (1989-1992)
- Maria Angélica Cavalcante (1993-1996)
- Lúcio Flávio Costa Cruz (1997-2000)
- Robson Vieira (2001-2004)
- Reginaldo Andrade (2005-2008)
- Rosinha Cavalcante (2009)
- Reginaldo Andrade (2009-2012)
- Lelo Rapôso (2012)
- Carlinhos Alves (2012)
- José Medeiros Nicolau (2013-2020)

## Turismo
Barra de São Miguel ha una buona struttura turistica, con alberghi, locande e ristoranti.

## Religione
Il 17 luglio 2010 è stata creata la prima parrocchia, con il nome di Parrocchia di São Joaquim e Santa Ana.

## Galleria d'immagini

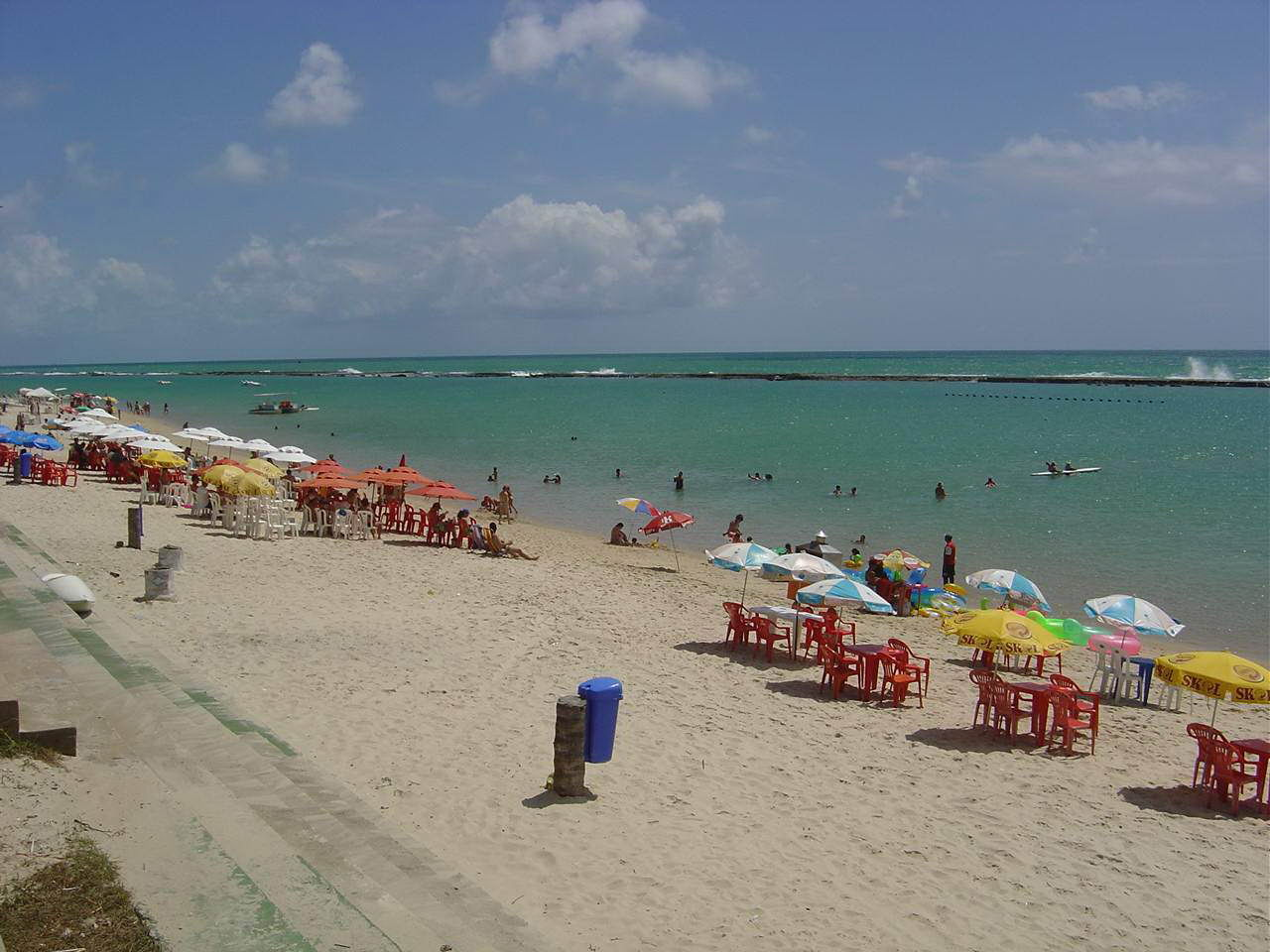
Spiaggia
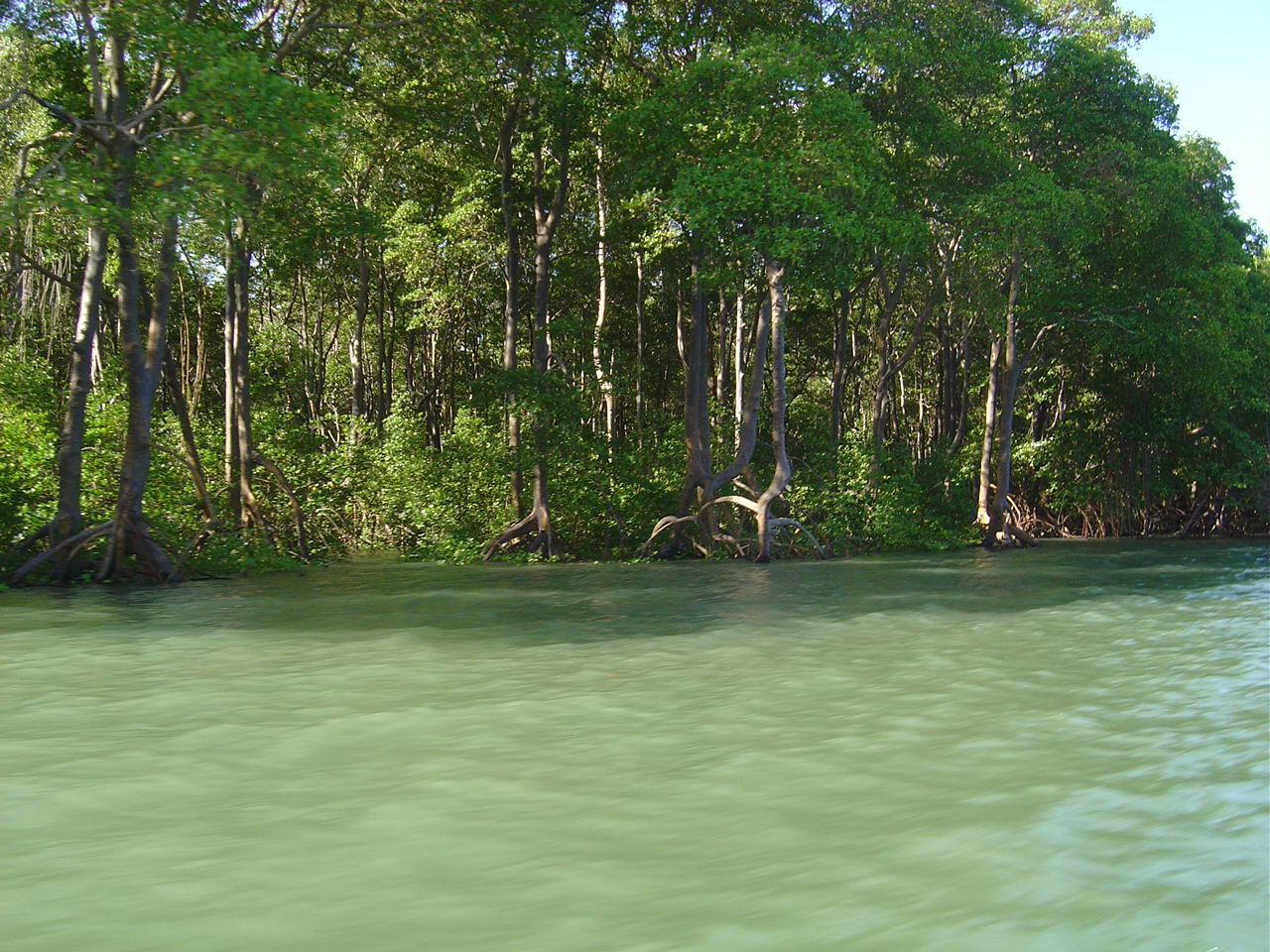
Lago di Roteiro
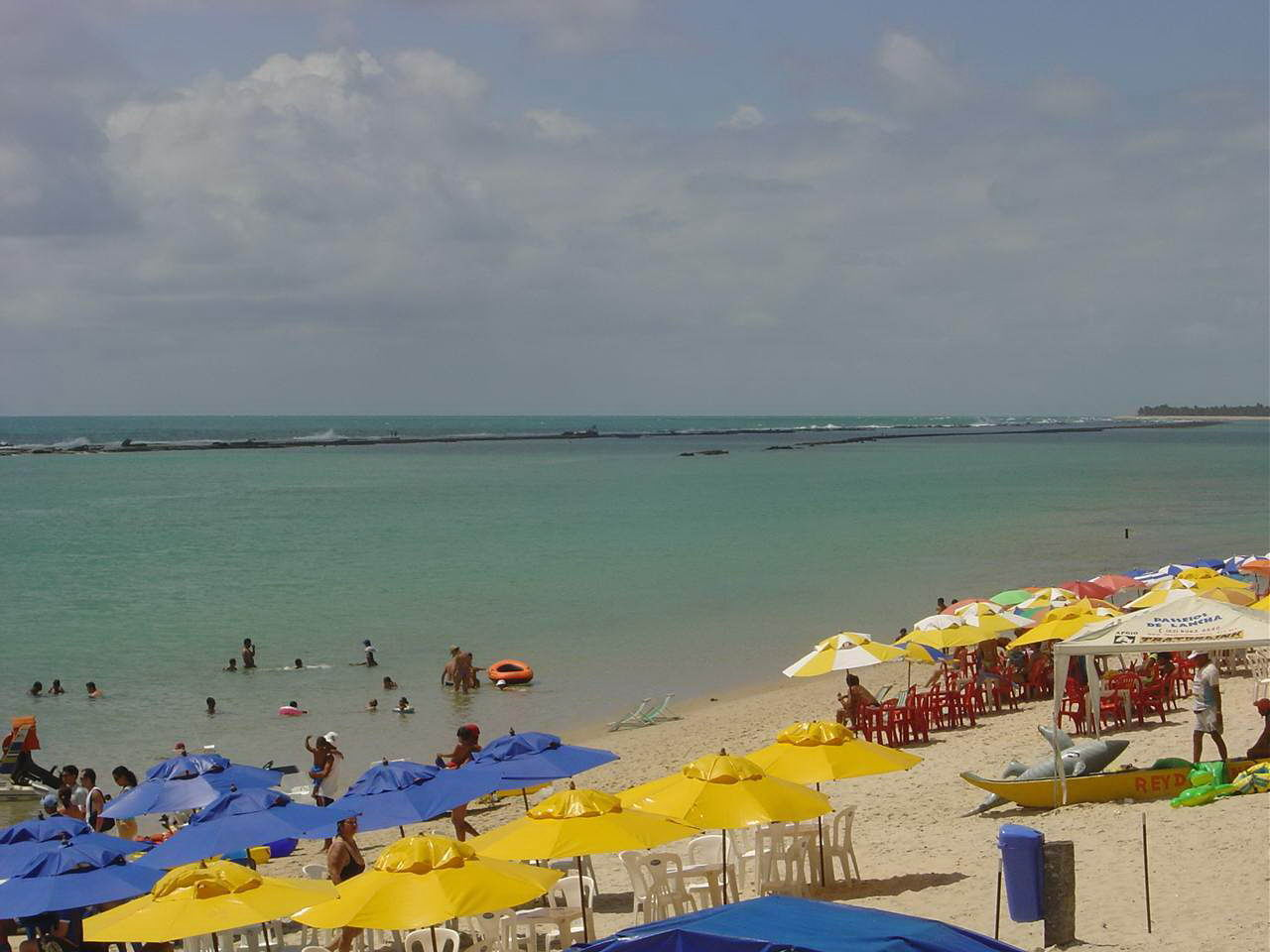
Spiaggia

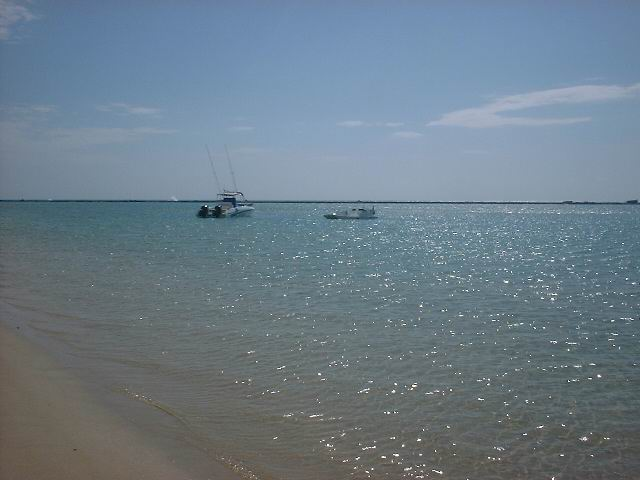
Mare
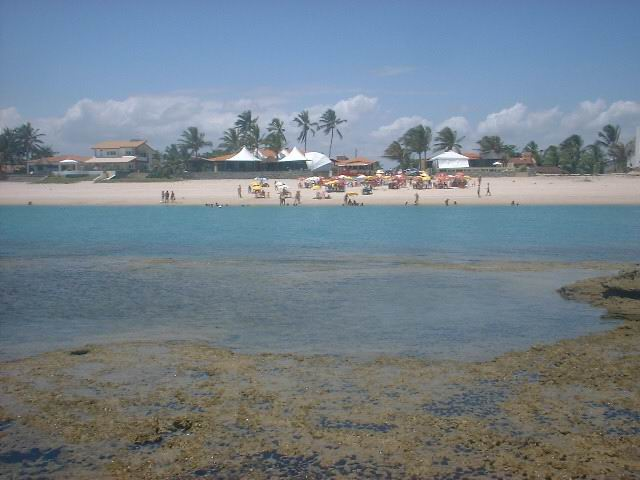
Spiaggia